# Gymnastique artistique aux Jeux olympiques d'été de 2012
Pour des articles plus généraux, voir Gymnastique artistique aux Jeux olympiques et Jeux olympiques d'été de 2012.
Navigation
Pékin 2008 Rio de Janeiro 2016
Les compétitions de gymnastique artistique des Jeux olympiques d'été de 2012 organisés à  Londres (Royaume-Uni), se déroulent à la North Greenwich Arena du 28 juillet au 7 août 2012.

## Qualifications
La qualification est basée sur les résultats obtenus par les gymnastes sur deux compétitions :
- les championnats du monde de gymnastique artistique 2011, organisés du 7 au 16 octobre 2011 à Tokyo (Japon).
- les épreuves pré-olympiques qui ont eu lieu en janvier 2012 à la North Greenwich Arena de Londres.

## Programme
| Q | Qualifications | F | Finales |

|                             | 28 juillet | 29 juillet | 30 juillet | 31 juillet | 1er août | 2 août | 5 août | 6 août | 7 août |
| --------------------------- | ---------- | ---------- | ---------- | ---------- | -------- | ------ | ------ | ------ | ------ |
| Hommes                      |            |            |            |            |          |        |        |        |        |
| concours par équipes        | Q          |            | F          |            |          |        |        |        |        |
| concours général individuel | Q          |            |            |            | F        |        |        |        |        |
| sol                         | Q          |            |            |            |          |        | F      |        |        |
| cheval d'arçons             | Q          |            |            |            |          |        | F      |        |        |
| anneaux                     | Q          |            |            |            |          |        |        | F      |        |
| saut de cheval              | Q          |            |            |            |          |        |        | F      |        |
| barres parallèles           | Q          |            |            |            |          |        |        |        | F      |
| barre fixe                  | Q          |            |            |            |          |        |        |        | F      |
| Femmes                      |            |            |            |            |          |        |        |        |        |
| concours par équipes        |            | Q          |            | F          |          |        |        |        |        |
| concours général individuel |            | Q          |            |            |          | F      |        |        |        |
| saut de cheval              |            | Q          |            |            |          |        | F      |        |        |
| barres asymétriques         |            | Q          |            |            |          |        |        | F      |        |
| poutre                      |            | Q          |            |            |          |        |        |        | F      |
| sol                         |            | Q          |            |            |          |        |        |        | F      |

## Podiums
| Épreuves                                        | Or                                                                               | Argent                                                                                   | Bronze                                                                                  |
| ----------------------------------------------- | -------------------------------------------------------------------------------- | ---------------------------------------------------------------------------------------- | --------------------------------------------------------------------------------------- |
| Hommes                                          |                                                                                  |                                                                                          |                                                                                         |
| Concours par équipes résultats détaillés        | Chine Chen Yibing Feng Zhe Guo Weiyang Zhang Chenglong Zou Kai                   | Japon Ryohei Kato Kazuhito Tanaka Yusuke Tanaka Kōhei Uchimura Kōji Yamamuro             | Grande-Bretagne Sam Oldham Daniel Purvis Louis Smith Kristian Thomas Max Whitlock       |
| Concours général individuel résultats détaillés | Kōhei Uchimura (JPN)                                                             | Marcel Nguyen (GER)                                                                      | Danell Leyva (USA)                                                                      |
| Sol résultats détaillés                         | Zou Kai (CHN)                                                                    | Kōhei Uchimura (JPN)                                                                     | Denis Ablyazin (RUS)                                                                    |
| Cheval d'arçons résultats détaillés             | Krisztián Berki (HUN)                                                            | Louis Smith (GBR)                                                                        | Max Whitlock (GBR)                                                                      |
| Anneaux résultats détaillés                     | Arthur Zanetti (BRA)                                                             | Chen Yibing (CHN)                                                                        | Matteo Morandi (ITA)                                                                    |
| Saut de cheval résultats détaillés              | Yang Hak-seon (KOR)                                                              | Denis Ablyazin (RUS)                                                                     | Ihor Radivilov (UKR)                                                                    |
| Barres parallèles résultats détaillés           | Feng Zhe (CHN)                                                                   | Marcel Nguyen (GER)                                                                      | Hamilton Sabot (FRA)                                                                    |
| Barre fixe résultats détaillés                  | Epke Zonderland (NED)                                                            | Fabian Hambüchen (GER)                                                                   | Zou Kai (CHN)                                                                           |
| Femmes                                          |                                                                                  |                                                                                          |                                                                                         |
| Concours par équipes résultats détaillés        | États-Unis Gabrielle Douglas McKayla Maroney Aly Raisman Kyla Ross Jordyn Wieber | Russie Ksenia Afanasyeva Anastasia Grishina Viktoria Komova Aliya Mustafina Maria Paseka | Roumanie Diana Bulimar Diana Maria Chelaru Larisa Iordache Sandra Izbasa Catalina Ponor |
| Concours général individuel résultats détaillés | Gabrielle Douglas (USA)                                                          | Viktoria Komova (RUS)                                                                    | Aliya Mustafina (RUS)                                                                   |
| Saut de cheval résultats détaillés              | Sandra Izbaşa (ROU)                                                              | McKayla Maroney (USA)                                                                    | Maria Paseka (RUS)                                                                      |
| Barres asymétriques résultats détaillés         | Aliya Mustafina (RUS)                                                            | He Kexin (CHN)                                                                           | Beth Tweddle (GBR)                                                                      |
| Poutre résultats détaillés                      | Deng Linlin (CHN)                                                                | Sui Lu (CHN)                                                                             | Aly Raisman (USA)                                                                       |
| Sol résultats détaillés                         | Aly Raisman (USA)                                                                | Cătălina Ponor (ROU)                                                                     | Aliya Mustafina (RUS)                                                                   |

## Tableau des médailles

### Hommes
| Rang  | Nation          | Or | Argent | Bronze | Total |
| ----- | --------------- | -- | ------ | ------ | ----- |
| 1     | Chine           | 3  | 1      | 1      | 5     |
| 2     | Japon           | 1  | 2      | 0      | 3     |
| 3     | Pays-Bas        | 1  | 0      | 0      | 1     |
| 3     | Corée du Sud    | 1  | 0      | 0      | 1     |
| 3     | Brésil          | 1  | 0      | 0      | 1     |
| 3     | Hongrie         | 1  | 0      | 0      | 1     |
| 7     | Allemagne       | 0  | 3      | 0      | 3     |
| 8     | Grande-Bretagne | 0  | 1      | 2      | 3     |
| 9     | Russie          | 0  | 1      | 1      | 2     |
| 10    | France          | 0  | 0      | 1      | 1     |
| 10    | États-Unis      | 0  | 0      | 1      | 1     |
| 10    | Italie          | 0  | 0      | 1      | 1     |
| 10    | Ukraine         | 0  | 0      | 1      | 1     |
| Total | Total           | 8  | 8      | 8      | 24    |

### Femmes
| Rang  | Nation          | Or | Argent | Bronze | Total |
| ----- | --------------- | -- | ------ | ------ | ----- |
| 1     | États-Unis      | 3  | 1      | 1      | 5     |
| 2     | Russie          | 1  | 2      | 3      | 6     |
| 3     | Chine           | 1  | 2      | 0      | 3     |
| 4     | Roumanie        | 1  | 1      | 1      | 3     |
| 5     | Grande-Bretagne | 0  | 0      | 1      | 1     |
| Total | Total           | 6  | 6      | 6      | 18    |

### Confondu
| Rang  | Nation          | Or | Argent | Bronze | Total |
| ----- | --------------- | -- | ------ | ------ | ----- |
| 1     | Chine           | 4  | 3      | 1      | 8     |
| 2     | États-Unis      | 3  | 1      | 2      | 6     |
| 3     | Russie          | 1  | 3      | 4      | 8     |
| 4     | Japon           | 1  | 2      | 0      | 3     |
| 5     | Roumanie        | 1  | 1      | 1      | 3     |
| 6     | Pays-Bas        | 1  | 0      | 0      | 1     |
| 6     | Corée du Sud    | 1  | 0      | 0      | 1     |
| 6     | Hongrie         | 1  | 0      | 0      | 1     |
| 6     | Brésil          | 1  | 0      | 0      | 1     |
| 10    | Allemagne       | 0  | 3      | 0      | 3     |
| 11    | Grande-Bretagne | 0  | 1      | 3      | 4     |
| 12    | France          | 0  | 0      | 1      | 1     |
| 12    | Italie          | 0  | 0      | 1      | 1     |
| 12    | Ukraine         | 0  | 0      | 1      | 1     |
| Total | Total           | 14 | 14     | 14     | 42    |